# Bukit Mancang
Bukit Mancang är en kulle i Indonesien.   Den ligger i provinsen Aceh, i den västra delen av landet, 1 700 km nordväst om huvudstaden Jakarta. Toppen på Bukit Mancang är 70 meter över havet.
Terrängen runt Bukit Mancang är huvudsakligen platt, men västerut är den kuperad. Runt Bukit Mancang är det tätbefolkat, med 550 invånare per kvadratkilometer. Närmaste större samhälle är Lhokseumawe, 14,0 km norr om Bukit Mancang. I omgivningarna runt Bukit Mancang växer i huvudsak städsegrön lövskog.